# Maria da Fé
Maria da Fé is een gemeente in de Braziliaanse deelstaat Minas Gerais. De gemeente telt 14.488 inwoners (schatting 2017).

## Aangrenzende gemeenten
De gemeente grenst aan Cristina, Delfim Moreira, Dom Viçoso, Itajubá, Pedralva, São José do Alegre en Virgínia.